# Cynorta jamesoni
Cynorta jamesoni is een hooiwagen uit de familie Cosmetidae.